# Jezioro Dobskie (powiat giżycki)
Jezioro Dobskie (dawniej Doba, niem. Doben See) – jezioro w Polsce w województwie warmińsko-mazurskim, w powiecie giżyckim, w gminie Giżycko. Jezioro znajduje się w Krainie Wielkich Jezior Mazurskich na wysokości 116,2 m n.p.m.

## Opis jeziora
Jezioro Dobskie zajmuje południowo-zachodnią część kompleksu jeziora Mamry.
Powierzchnia jeziora wynosi 1776 ha, maksymalna głębokość to 22,5 m, zaś średnia głębokość – 7,9 m. Zlewnia całkowita to 57,6 km². Dno jest muliste. Na jeziorze obowiązuje strefa ciszy. Ma owalny kształt z dwiema wyraźnymi zatokami Pilwa i Rajcocha. Dno jest niewiele zróżnicowane z dwoma głęboczkami, we wschodniej części znajdują się duże skupiska głazów, żwiru i kamieni. Linię brzegową w 81% porastają rośliny wynurzone (6% powierzchni), a 25% dna zajmuje roślinność zanurzona. Brzegi jeziora wysokie, w postaci pagórkowatych usypisk lodowcowych. Ze względu na otwartość jeziora na wiatr miesza się bardzo głęboko, czasem tworzy skoki termiczne, różnice temperatury między warstwą powierzchniową a naddenną wynoszą 3–6°C. Jezioro jest dość zasobne w związki fosforu, stężenie fosforów w warstwie naddennej przekraczać może wartości dopuszczalne, a stężenie fosforu ogólnego waha się w granicach II-III klasy czystości.
Jezioro posiada siedem dopływających z różnych stron rowów (z rejonu ”Głazowiska”, Fuledy, Doby, z jeziora Dziewiszewskiego, dopływy do zatoki Pilwa). Wszystkie cieki posiadały niewielkie przepływy chwilowe wody.

## Wyspy na Jeziorze Dobskim
- Wysoki Ostrów (Wyspa Kormoranów) stanowiąca miejsce lęgowe kormorana i czapli;
- Wyspa Gilma kryjąca kiedyś w swoich granicach grodzisko Galindów i święty gaj, miejsce gdzie przeprowadzano pogańskie rytuały i oddawano cześć bogom (gdy Krzyżacy zajęli Prusy, na ruinach grodziska wznieśli niewielki zamek);
- Lipka
- Ilmy Wielkie
- Wyspa Heleny i kilka bezimiennych wysepek.

## Ochrona przyrody

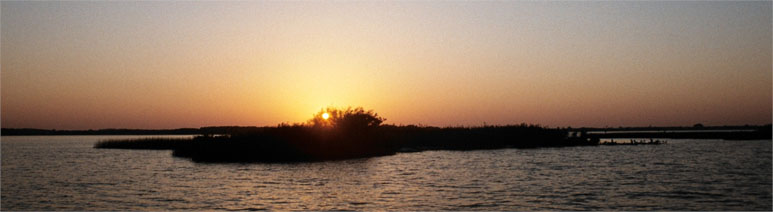
Wysepki na Jeziorze Dobskim

Jezioro stanowi rezerwat faunistyczno-krajobrazowy utworzony w 1976 w celu ochrony jeziora Dobskiego wraz ze znajdującymi się na nim wyspami – miejscami lęgowymi ptactwa wodnego.
W północnej części półwyspu wrzynającego się pomiędzy Jezioro Dobskie i jezioro Kisajno znajduje się rezerwat „Głazowisko Fuledzki Róg”. Na brzegach, płyciznach oraz wyspach znajdują się duża liczba głazów.
Wzdłuż brzegów jeziora oraz wokół wysp występuje szeroki pas szuwarów, w których gnieździ się ptactwo wodne m.in. perkoz dwuczuby, rybitwa czarna, rybitwa zwyczajna, krzyżówka, czernica, głowienka, świstun, gągoł, łyska, tracz nurogęś, bąk, bączek i kureczka nakrapiana. Wyspy porośnięte są bujnym lasem łęgowym i grądowym, w części starodrzewem. W lasach tych gnieździ się wiele drobnych ptaków śpiewających. Na Wysokim Ostrowie znajduje się duża kolonia kormorana czarnego oraz czapli. Jezioro Dobskie spełnia także ważną funkcję jako miejsce odpoczynku i żerowania ptaków przelotnych podczas wiosennych i jesiennych wędrówek.

## Miejscowości i turystyka

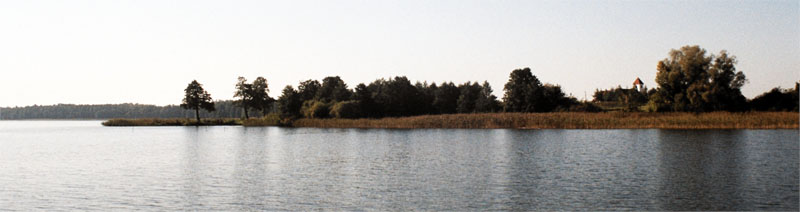
Brzeg Jeziora Dobskiego w okolicy wsi Doba

Miejscowości położone nad jeziorem to: Doba, Fuleda, Dziewiszewo, Pilwa, Jerzykowo, Radzieje, Łabapa.
Brzegi jeziora od południa wysokie i strome, od zachodu i północy płaskie i częściowo zalesione. Najbliższe otoczenie to: lasy, grunty orne, łąki, nieużytki i tereny podmokłe.
Nad jeziorem znajdują się trzy pola biwakowe, brak ośrodków wypoczynkowych i wypożyczalni sprzętu wodnego. Na całym jeziorze obowiązuje strefa ciszy. Przybijanie do wysp (jako ostoi ptactwa) jest zabronione, ale zakaz ten jest w sezonie nagminnie łamany. Najpopularniejsze w sezonie miejsce cumowania i postoju to zatoka Kąt Rajcocha i jej okolice; większość brzegów jest niegościnna lub nawet niebezpieczna (głazowisko na Fuledzkim Rogu).